# Свищёв, Яков Григорьевич
Яков Григорьевич Свищёв — советский хозяйственный, государственный и политический деятель, Краснознаменец (1924).

## Биография
Родился в 1901 году в Баленке. Член КПСС.
Участник Гражданской войны, командир взвода пулеметного эскадрона 62-го кавалерийского полка. С 1924 года — на хозяйственной, общественной и политической работе. В 1924—1966 гг. — инженерный и руководящий работник в коммунальном хозяйстве Москвы, студент Московского института коммунального хозяйства, народный комиссар/министр коммунального хозяйства Литовской ССР, начальник Управления/Председатель Комитета по делам местной промышленности при Совете Министров Литовской ССР.
Избирался депутатом Верховного Совета Литовской ССР 2-5-го созывов.
Умер в Вильнюсе в 1982 году.